# Тур Вьетнама
Тур Вьетнама (англ. Tour of Vietnam) — шоссейная многодневная  велогонка, прошедшая по территории Вьетнама в 2012 году.

## История
В 2012 году в честь двадцатилетия национальной федерации велоспорта было принято решение провести международную велогонку. Тур Вьетнама, организованный национальной федерации велоспорта, стал самой первой международной велогонкой в истории страны.
Тур Вьетнама был включён Азиатского тура UCI, получив категорию 2.2. Он прошёл в конце декабря 2012 года. Маршрут гонки состоял из пяти этапов и проходили исключительно на юге страны в районе Хошимина и Кантхо. Победитель генерального зачёта гонки фактически был определён в результате судейской ошибки.
На следующий день после окончания Тура Вьетнама в Хошимине был проведён критериум.

## Призёры
| Год  | Победитель | Второй         | Третий            |
| ---- | ---------- | -------------- | ----------------- |
| 2012 | Хуан Эн    | Нгуен Хунг Мэй | Мохаммед Раджаблу |